# あふ
あふ、アフは、沖縄県多良間島で食されている蒸しパン。多良間島産の黒糖を用いており、黒糖アフとも呼ばれる。
小麦粉、黒糖、重曹、鶏卵、牛乳などと混ぜてパン生地を作り、30分ほど寝かせた後、容器にパン生地を流し込み、蒸し器で蒸し上げて作る。